# Війна (фільм, 2015, США)
«Війна» (англ. Man Down) — американський військо-драматичний фільм-трилер 2015 року, знятий режисером Діто Монтіелем за сценарієм Адама Дж. Саймона. У головних ролях: Шая Лабаф, Джай Кортні, Ґері Олдмен, Кейт Мара та Кліфтон Коллінз молодший.
Фільм розповідає історію морського піхотинця, який повертається з Афганістану та застає рідне місто розореним, а дружину та сина — зниклими безвісти.
Світова прем'єра фільму відбулася на 72-му Венеційському міжнародному кінофестивалі 6 вересня 2015 року. Прокат від компанії Lionsgate Premiere розпочався 2 грудня 2016 року та викликав в основному негативні відгуки критиків.